# Цинцадзе Георгій Йосипович
Георгій (Гогіло) Цинцадзе (груз. გიორგი (გოგილო) ცინცაძე, 1880 —1937) — грузинський політик, член Національної ради Грузії та Установчих зборів Грузії.

## Біографія
Народився 1880 року в родині священика в селі Букісцихе в Гурії. Навчався в Озургетському духовному училищі. Середню освіту здобув у Кутаїській духовній семінарії. З 1900 року член Російської соціал-демократичної робітничої партії (РСДРП), заарештований з політичних мотивів, поніс адміністративне покарання. У 1902—1903 роках був членом Батумського комітету РСДРП, також працював у Гурії, а в 1903—1906 рр. працював у Гурійському комітеті. Був активним учасником революційних виступів у Гурії, через що був переслідуваний поліцією і в 1906 році був змушений покинути Гурію. Кілька місяців прожив у Сухумі, а потім переїхав вчитися до Петербурга. Півтора року навчався в комерційних інститутах Санкт-Петербурга та Москви. Після цього повернувся до Грузії, заробляв приватними уроками. З 1916 — учитель Тбіліської чоловічої гімназії.
У 1918 році став членом Національної ради та підписав Акт про незалежність Грузії. Обраний депутатом парламенту Грузії. Працював в канцелярії прем'єр-міністра, був особистим секретарем Ноя Джорданії. 12 березня 1919 року обраний депутатом Установчих зборів Грузії.
Після радянської окупації в 1921 році залишився в Грузії і жив у Тбілісі. Через хворобу серця припинив роботу в партії. З 1 листопада 1921 року працював інспектором їдальні в Американській адміністрації гуманітарної допомоги. Після тривалого нагляду з 1921 до початку 1922 року ЧК заарештувала членів Американського комітету, у тому числі Георгія Цинцадзе, за звинуваченням у шпигунській та контрреволюційній діяльності та зв'язках з меншовиками. Засуджений до арешту 18 травня 1922 року і поміщений до в'язниці в Метехі, звідки через кілька місяців був звільнений. Після цього з родиною жив у дворі колишньої Тбіліської 2-ї гімназії, заробляючи на життя садівництвом і птахівництвом. Вдруге заарештований 7 липня 1924 року, звільнений 31 грудня того ж року. У 1937 році був знову заарештований і 13 вересня засуджений до розстрілу. Репресовані також були члени його сім'ї: брат — Авто Цинцадзе, дружина — Лідія Ломінадзе і двоюрідний брат Герасим Махарадзе .